# Coronda Peak
Der Coronda Peak ist ein 560 m hoher Berg an der Nordküste Südgeorgiens. Er ragt nördlich des Leith Harbour in den Henriksen Peaks auf.
Der Name des Bergs ist auf einer Landkarte zu finden, die das Ergebnis der Vermessungsarbeiten zwischen 1927 und 1929 im Rahmen der britischen Discovery Investigations ist. Namensgeberin ist die SS Coronda, deren Kapitän die Arbeiten der Vermessungsteams der Discovery Investigations unterstützt hatte.